# Карбоцистеин
Карбоцистеин — вещество, представляющее собой мукорегулятор. Снижает вязкость мокроты и может использоваться для облегчения симптомов острого или хронического бронхита, хронического обструктивного заболевания лёгких (ХОБЛ) и бронхоэктатической болезни, позволяя больному легче откашливать мокроту. Впервые он был описан в 1930 году и начал использоваться в медицине в 1960 году. Карбоцистеин получают путём алкилирования цистеина хлоруксусной кислотой.

## Механизм действия
Мукорегуляторный эффект обусловлен нормализацией секреторной функции железистых клеток. Карбоцистеин влияет на активность сиаловой трансферазы бокаловидных клеток слизистой оболочки бронхов. При этом нормализуется соотношение кислых и нейтральных муцинов бронхиального секрета, восстанавливается вязкость и эластичность слизи.
Под действием карбоцистеина происходит регенерация слизистой оболочки, нормализуется её структура, снижается число бокаловидных клеток, особенно в терминальных бронхах и, как следствие, уменьшается выработка слизи. Также активизируется деятельность реснитчатого эпителия, что ускоряет мукоцилиарный клиренс и снижает уровень воспаления.
Карбоцистеин обладает одновременно мукорегулирующим (нормализует вязкость и эластичность слизи на этапе её образования) и муколитическим (уменьшает вязкость патологически вязкого секрета находящегося в просвете бронхов).
Карбоцистеин нормализует секрецию иммунологически активного IgA (специфическая защита) и содержания сульфгидрильных групп (неспецифическая защита). Обладает противовоспалительной активностью: уменьшает миграцию клеток воспаления, выработку основных провоспалительных цитокинов (интерлейкинов — ИЛ-1β, ИЛ-8 и др.) Карбоцистеин обладает антиоксидантным действием, благодаря которому карбоцистеин повышает эффективность стандартной терапии ХОБЛ, снижая количество обострений заболевания. Действие карбоцистеина проявляется на всех уровнях респираторного тракта: как на уровне слизистой оболочки бронхиального дерева, бронхиолы, так и носоглотки, носовых пазух и внутреннего уха.

### Исследования
В ходе исследований на животных было показано, что карбоцистеин увеличивает транспорт хлоридов в эпителии дыхательных путей. Это явление связано с транспортом воды и, таким образом, с разжижением слизистого секрета. Также в исследованиях карбоцистеин снижал степень бронхиальной гиперреактивности и количество эозинофилов в дыхательных путях, уменьшая метаплазию бокаловидных клеток.
В сравнительном исследовании терапия карбоцистеином у пациентов с муковисцидозом улучшала реологические свойства мокроты, уменьшала степень дыхательной недостаточности, увеличивала дыхательный объём.
В ходе исследования методов отхаркивающей терапии у больных с бронхиальной астмой было установлено, что после курса карбоцистеина кашлевой порог имел более высокий уровень, чем после лечения амброксолом или плацебо.
Также продемонстрировал эффективность при лечении острых и хронических бронхолегочных заболеваниях у детей.

## Свойства
К негативным свойствам карбоцистеина относится плохая растворимость в воде, кислая рН и органолептические свойства.

### Карбоцистеина лизиновая соль
От негативных свойств избавлена карбоцистеина лизиновая соль. Добавление лизина к молекуле карбоцистеина, с одной стороны, повышает эффективность средства, а с другой — нейтрализует кислую реакцию карбоцистеина, что улучшает его переносимость и  уменьшает число побочных эффектов со стороны желудочно-кишечного тракта. Лизиновая соль карбоцистеина блокирует синтез риновирусов в  клетках эпителия и используется в лечении острых воспалительных заболеваний дыхательных путей. Нормализует вязкость бронхиального секрета (мокроты) и восстанавливает мукоцилиарный клиренс.